# Grb Labina
Grb grada Labina je povijesni grb u srebrnom (bijelom) jajolikom štitu s crvenim izbočenim križem, obrubljen s zlatnim ispruganim obručem, a sve u srebrnom (bijelom) plaštu flankiranom u srednjem dijelu s tri crvene vodoravne crte, a u podnožju sa zelenom ljiljanovom grančicom.
Grb grada Labina je u srebrnom polju crveni križ kao i kod nekoliko drugih istarskih gradova. Ipak, njegov prikaz u ovalnom zlatno obrubljenom štitu i na srebrnoj kartuši jedinstven je. U kratuši je štit s obje strane flankiran trima crvenim vodoravnim crtama, a u podnožju su zelene ljiljanove grančice. Kartuša u svojem donjem dijelu podsjeća na zupčanik, budući da je labinski kraj industrijski najrazvijeniji dio Istre.

## Vanjske poveznice
- Heimer, Željko. Istarska županija - gradovi Fame. Zadnje uređivanje: 2. prosinca 2017.